# Walther-Peer Fellgiebel
Walther-Peer Fellgiebel (* 7. Mai 1918 in Charlottenburg; † 14. Oktober 2001 in Frankfurt am Main) war ein deutscher Offizier, zuletzt Major der Wehrmacht, Manager und Autor. Er war Vorstandsmitglied der Deutschen Zündwaren-Monopol-Gesellschaft.

## Militärischer Werdegang
Fellgiebel war der Sohn des späteren Generals und Widerstandskämpfers Erich Fellgiebel. Er besuchte die Grundschule in Weinhübel und das Gymnasium in Berlin und Altdöbern, wo er 1937 Abitur machte. Nach Reichsarbeits- und Wehrdienst besuchte er die Kriegsschule Hannover, wo er kurz vor Kriegsbeginn zum Leutnant der Artillerie befördert wurde.
Während des Zweiten Weltkrieges diente Fellgiebel während des Überfalls auf Polen im Artillerie-Regiment 28 der 28. Infanterie-Division. Ein halbes Jahr später wurde er am 26. Februar 1940 ins Artillerie-Regiment 298 der 298. Infanterie-Division versetzt, wo er als Batterieoffizier und Adjutant Dienst tat. Im Russlandfeldzug wurde er mehrfach verwundet und verbrachte sechs Monate im Lazarett. Nachdem er kurzzeitig als Batterieführer und Adjutant im Artillerie-Regiment 28 in Frankreich Dienst tat, wurde der mittlerweile zum Oberleutnant beförderte Fellgiebel in die Führerreserve der Heeresgruppe Süd versetzt. In dieser Zeit war er vier Wochen Adjutant beim Wach- und Begleitbataillon des „Führers“.
Seine Gesuche um aktiven Fronteinsatz führten ihn schließlich zur Heeres-Artillerie-Abteilung 935 (mot.), wo er die 2. Batterie übernahm. Während dieser Zeit erhielt er das Eiserne Kreuz I. und II. Klasse und für seine vier Verwundungen das Silberne Verwundetenabzeichen (später erhielt er nach seiner 5. Verwundung das Goldene Verwundetenabzeichen). Ab dem 25. Juli 1943 war seine Abteilung dem Grenadier-Regiment 337 unterstellt und hatte im Raum Slawjansk-Nikopol am mittleren Donez Stellung bezogen.
Am 7. September 1943 wurde er als Oberleutnant und Kompaniechef mit dem Ritterkreuz des Eisernen Kreuzes ausgezeichnet und zum Hauptmann befördert. Von November 1943 bis Sommer 1944 lehrte er an der Artillerieschule II in Jüterbog.
Da sein Vater an dem Attentat vom 20. Juli 1944 beteiligt war, kam Fellgiebel in Sippenhaft. Dank der Fürsprache seiner Vorgesetzten kam er wieder frei. Im Januar 1945 wurde er zum Major befördert.

## Wirtschaft
Nach dem Zweiten Weltkrieg war der ehemalige Offizier zunächst von 1945 bis 1948 in der Landwirtschaft tätig u. a. als Ackerkutscher und Treuhänder eines Gutes. Ab 1948 arbeitete er als Industriekaufmann, so wurde er Geschäftsführer in einem Transportunternehmen und machte ein Mietwagenunternehmen auf. Später stieg er zum Abteilungsleiter eines Industriegasunternehmens auf. Bei der Deutschen Zündwaren-Monopol-Gesellschaft (DZMG) machte er ab 1950 Karriere, erst als Assistent der Direktion, dann als Sachbearbeiter und Prokurist bzw. Personalchef. 1963 wurde er Mitglied des Zweipersonen-Vorstandes in Frankfurt am Main. 1975 erhielt Fellgiebel das Bundesverdienstkreuz 1. Klasse.

## Publizistik
1954 trat er der Ordensgemeinschaft der Ritterkreuzträger e. V. (OdR) bei, ab 1961 war er im Vorstand. Von 1970 bis 1985 leitete er die Ordenskommission des Vereins, aus dieser Tätigkeit entstand 1986 das Buch Die Träger des Ritterkreuzes des Eisernen Kreuzes 1939–1945. Die Inhaber der höchsten Auszeichnung des Zweiten Weltkrieges aller Wehrmachtteile. Dieses galt lange Jahre als Standardwerk zu der Thematik, ist aber nach Aussage Fellgiebels nicht als amtlich oder offiziell anzusehen. Vor allem am Ende des Krieges kam es zu Ordensverleihungen, bei denen der Verleihungsnachweis aufgrund der Kriegswirren verlorenging. Hierbei erfolgte die spätere Anerkennung durch die OdR, dessen Anerkennungspraxis in einigen Fällen nicht immer transparent erschien. So erbrachte eine Überprüfung der Akten, dass ein offizieller Verleihungsnachweis in 200 Fällen (bei über 7300 Verleihungen) nicht vorlag.

## Familie
Walther-Peer Fellgiebel war verheiratet und Vater von zwei Kindern.

## Schriften (Auswahl)
- Die Träger des Ritterkreuzes des Eisernen Kreuzes, 1939–1945. Die Inhaber der höchsten Auszeichnung des Zweiten Weltkrieges aller Wehrmachtteile. Podzun-Pallas, Friedberg 1993, ISBN 3-7909-0284-5.